# Jean-Marie de La Mennais
Juan Maria de La Mennais, a veces escrito como Lamennais (Saint-Malo, 8 de septiembre de 1780 - Ploërmel, 26 de diciembre de 1860),  fue un sacerdote católico francés. Fundador en 1819 de la congregación religiosa laica católica dedicada a la enseñanza de los Hermanos de la Instrucción Cristiana de Ploërmel, también conocidos como menesianos.  Es venerado en la Iglesia católica, siendo declarado venerable por el papa Pablo VI.

## Fundador
La congregación, creada con el propósito de formar profesores católicos y abrir escuelas, fue  fundada en Ploërmel, comuna de Morbihan, con la colaboración del abate Gabriel Deshayes, cura párroco de Auray en Morbihan (1767-1841). 
Fue aprobada  en 1822 y disuelta  en Francia en 1903 como consecuencia de una disposición legislativa precursora de la Ley francesa de separación de la Iglesia y el Estado de 1905 y al igual que todas las congregaciones de enseñanza. Pese a ello hoy está presente en 29 países y cuenta con aproximadamente 1020 miembros, incluyendo 320 en Francia. Con su hermano Félicité, fundaron un instituto que se llamaba Congregación de Saint-Pierre, entre 1825 y 1834 y que tenía como objetivo la formación intelectual del clero francés.

## Causa de beatificación y canonización
El papa Pablo VI lo proclamó venerable en 1966 y su causa de canonización continúa.

## Escritos
Obras escritas en colaboración con su hermano Félicité:
- Réflexions sur l’état de l’Église en France
- Tradition de l’Église sur l’institution des évêques